# Hayrettin Erkmen
Hayrettin Erkmen (* 19. April 1915 in Giresun; † 18. Mai 1999 in Istanbul) war ein türkischer Politiker. Er war in den 1950er-Jahren Abgeordneter, 1957/1958 Arbeitsminister, von 1958 bis 1960 Wirtschaftsminister und 1959/1960 Minister für öffentliche Arbeiten und Siedlungswesen. Bei den Wahlen zum türkischen Senat im Jahr 1975 wurde er Senator. 1979/80 war er Außenminister seines Landes.

## Leben
Erkmen besuchte das Gymnasium in Trabzon und studierte an der Fakultät für politische Wissenschaften der Ankara Üniversitesi. Anschließend promovierte er 1948 in Wirtschaftswissenschaften in Genf und wurde nach seiner Rückkehr Assistent an der Fakultät für Wirtschaftswissenschaften der Istanbul Üniversitesi.
1950 wurde er als Abgeordneter der Provinz Giresun in die Große Nationalversammlung der Türkei gewählt und war bis zum Militärputsch in der Türkei 1960 Abgeordneter der DP. Außerdem war er vom 25. November 1957 bis zum 4. September 1958 Arbeitsminister, vom 4. September 1958 bis zum 27. Mai 1960 Wirtschaftsminister und vom 11. Dezember 1959 bis zum 27. Mai 1960 Minister für öffentliche Arbeiten und Siedlungswesen. Nach dem Militärputsch am 27. Mai 1960 wurde er in den Yassıada-Prozessen zu 10 Jahren Freiheitsstrafe verurteilt, aber 1964 amnestiert. Bei den Wahlen zum türkischen Senat im Jahr 1975 wurde er Senator.
Im Jahr 1979 wurde Erkmen Außenminister der Minderheitsregierung der Adalet Partisi im Kabinett Demirel VI, das von der Millî Selamet Partisi (MSP) von Necmettin Erbakan geduldet wurde. Aufgrund einer Interpellation in der türkischen Nationalversammlung am 5. September 1980 wurde Erkmen mit den Stimmen der MSP kurz vor dem Militärputsch am 11. September 1980 zum Rücktritt gezwungen. Während der Sitzung des Assoziationsrates der Europäischen Wirtschaftsgemeinschaft (EWG) am 5. Februar 1980 hatte Erkmen gefordert, den Antrag auf Vollmitgliedschaft der Türkei in der EWG zu beschleunigen und im Juni 1980 wiederholt. In der anschließenden Pressekonferenz verkündete der Außenminister, dass die Türkei im Herbst einen Antrag auf Vollmitgliedschaft stellen werde. Dieser Vorstoß war weder mit dem Kabinett noch mit dem Parlament abgesprochen. Im Anschluss daran brachte Erbakan einen MSP-Antrag ein, der die Ablösung des Ministers forderte. Nach Beratungen im August und September wurde Erkmen mit den Stimmen der Opposition und der MSP gestürzt. Ministerpräsident Demirel musste die Demission einleiten, da er in seinem Minderheitskabinett auf die MSP angewiesen war. 
1992 gründete Erkman mit Gleichgesinnten die liberal-konservative Demokrat Parti und wurde Vorsitzender der Partei. 1994 löste ihn Aydın Menderes ab.
Erkmen starb 1999 in Istanbul. Er wurde auf dem Friedhof Aşiyan in Istanbul bestattet.